# Hexagone d'hiver

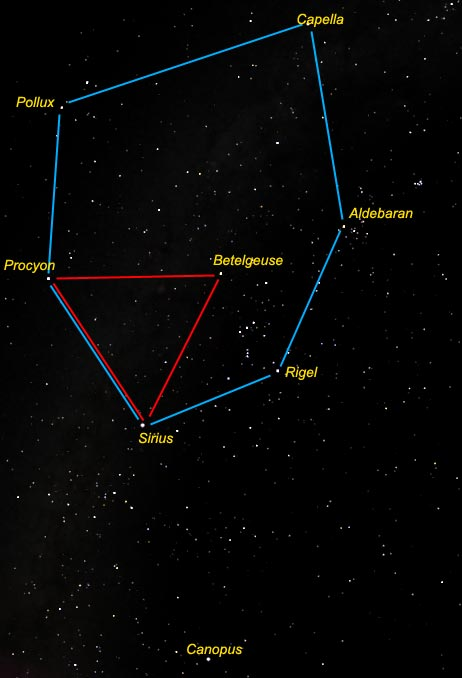
Rouge = Triangle d'hiver, Bleu = Hexagone d'hiver

L’Hexagone d'hiver, parfois appelé cercle d'hiver ou polygone d'hiver, est un astérisme qui prend la forme d'un hexagone presque régulier centré sur Bételgeuse et dont les sommets passent par Rigel (dans Orion), Sirius (du Grand Chien), Procyon (du Petit Chien), Pollux (des Gémeaux), Capella (du Cocher) et Aldébaran (du Taureau). L'hexagone, traversé par la Voie lactée, est constitué d’étoiles parmi les plus brillantes qui forment un vaste motif polygonal aisément reconnaissable dans le ciel d’hiver de l’hémisphère nord terrestre.
Sur une grande partie de la Terre (à l'exception de l'Île du Sud de la Nouvelle-Zélande et de l'extrême sud du Chili, de l'Argentine, ainsi que de l'Antarctique) cet astérisme est bien visible dans le ciel de décembre à mars. Dans les tropiques et l'hémisphère sud (dans cet hémisphère il est appelé "hexagone d'été") il peut prendre une forme plus étendue pour intégrer l'étoile brillante Canopus plus au sud que Sirius.
Le triangle d'hiver, plus petit (d'où moins populaire chez les astronomes amateurs) et mieux défini (en accord avec sa forme plus régulière d'un triangle presque équilatéral), partage deux sommets (Sirius et Procyon) avec l'hexagone d'hiver.
Plusieurs des étoiles de l'hexagone peuvent se trouver indépendamment les unes des autres en suivant des lignes imaginaires tracées à partir de différentes étoiles d'Orion.
Les étoiles de l'hexagone font partie de six constellations qui correspondent, dans le sens anti-horaire à Orion, au Taureau, au Cocher, aux Gémeaux, au Petit Chien et au Grand Chien.